# Amicus Kiadó
Az Amicus Kiadó bibliofil könyvkiadó volt, Reiter László grafikusművész alapította 1920-ban. A kiadó kortárs magyar írók műveit adta ki illusztrálva, szép kötésben, a legtöbbet számozott példányokban is. Kiadott még ezen kívül magyar művészekről írt könyveket is. Két sorozatot is megjelentetett, a Magyar Művészeti Könyvtár és a Régiségek ritkaságok címűeket, ezek együttesen 30 kötetben jelentek meg. A kiadó 1939-ben megszűnt, Reiter a nyilasok áldozata lett.

## Ajánlott irodalom
- A könyv és a könyvtár a magyar társadalom életében, 1849-1945. Budapest, 1970
- Farkas Judit Antónia: Reiter László és az Amicus könyvkiadó vállalat